# ОСГео
Геопросторна фондација отвореног кôда (ОСГео, енгл. Open Source Geospatial Foundation) је непрофитабилна НВО чија мисија је да подржи и промовише заједнички развој геопросторних технологија отвореног кода. Фондација је оформљена у фебруару 2006 да обезбиједи финансијску, организациону и правну подршку широј заједници корисника отвореног кода. Такође ће служити као независан правни субјект коме чланови заједнице могу придарити кôд, фонсије и остале ресурсе, сигурни у чињеницу да ће њихов допринос бити у циљу општег добра.
ОСГео је инспирисан из више аспеката од апачи фондације, укључујући чланство састављено од појединаца преусмјерених са пројекта фондације који су изабрани на основу њихове активности у пројектима и управљању фондацијом.
Фондација је заинтересована за спровођење других циљева сем развоја софтвера, као што је промовисање више слободног приступа геоинформацијама које су у државном власништву и потпуно слободани подаци у пројектима као што је OpenStreetMap пројекат. Такође се проводи едукација и обука чланова. Различити одбори унутар фондације разрађују стратегије развоја.

## Пројекти
ОСГео пројекти укључују:

### Геопросторне Библиотеке
- FDO
- GDAL/OGR
- GeoTools

### Апликације
- GRASS GIS
- OSSIM
- Квантум ГИС
- gvSIG

### Веб мапирање

#### Сервер
- MapServer

#### Клијент
- Mapbender
- MapGuide Open Source
- OpenLayers

### Каталог Метаподатака
- GeoNetwork opensource

### Повучени Пројекти
- Community MapBuilder

## Вођство
ОСГео фондација је потпуно вођена од заједнице и има организацију слободног типа од 45 иницијалних чланова, 9 директора укључујући предсједника. Организована је у преко 20 пројеката. Дванаест њих (Март2007) баве се развојем софтвера (види горе) или организационим стварима као што је ствари управе, веб-сајт, видљивост, образовање, јавни геоподаци и промоција. ОСГео заједница сарађује преко Викија, Мејлинг листа и IRC-а.